# 미쿠리야정 (도치기현)
미쿠리야정(御厨町)은 도치기현의 남서부 아시카가군에 속했던 정이다. 현재의 아시카가시 남부의 미쿠리야 지구에 해당한다.

## 인구
- 1920년…4,723명
- 1925년…5,134명
- 1930년…5,038명
- 1935년…5241명
- 1940년…5,583명
- 1947년…6,547명
- 1950년…6,621명

## 역사
- 1889년 4월 1일 - 정촌제 시행에 의해 야나다군, 미쿠리야촌, 야나다촌, 구노촌, 쓰쿠바촌이 성립하였다.
- 1896년 4월 1일 - 군 통합에 의해 아시카가군과 야나다군이 통합해, 아시카가군에 소속되었다.
- 1955년 3월 31일 - 야나다촌, 구노촌, 쓰쿠바촌과 합병해 미쿠리야정이 성립하였다.
- 1962년 10월 1일 - 사카니시정과 함께 사노시에 편입되었다.

## 참고문헌
- 『栃木県町村合併誌』 栃木県